# George Pallipparambil
George Pallipparambil SDB (ur. 10 maja 1954 w Thattarathatta) – indyjski duchowny rzymskokatolicki, salezjanin, od 2006 biskup Miao.